# El affair Skeffington

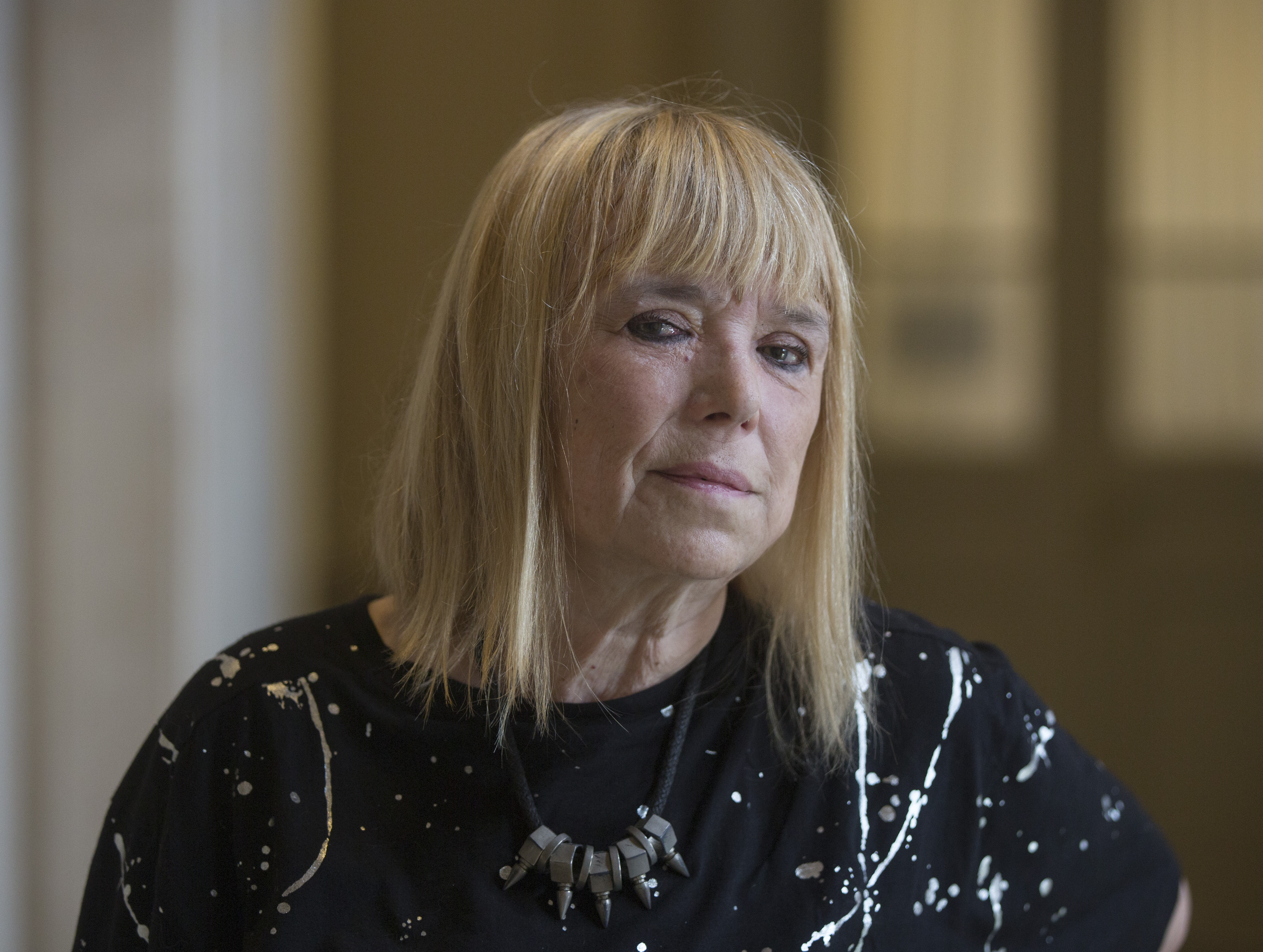
María Moreno en 2020.

El affair Skeffington es una novela y libro de poesía de la escritora argentina María Moreno (pseudónimo de María Cristina Forero) publicada en 1992 en Buenos Aires. Ha sido considerada una de las «tres novelas centrales para una tradición lésbica» argentina. La trama transcurre centralmente en la llamada «París-Lesbos» de las décadas de 1920 y 1930, cuando en la capital de Francia se congregó una comunidad artística internacional de mujeres lesbianas, bisexuales y feministas. El libro fue publicado poco después que Argentina reconquistara la democracia en diciembre de 1983.

## Trama
La obra está dividida en cinco partes: 
- «El prólogo», donde una narradora en primera persona, que se muestra como la autora del libro con el nombre de María, cuenta sobre las circunstancias de su hallazgo de los poemas de Dolly Skeffington y lo que pudo averiguar de su vida;
- «Los poemas de Dolly Skeffington», donde se reproducen veintiocho poemas en la primera edición y treinta y seis en las siguientes.
- «Las notas a los poemas», donde se reproducen varias notas explicativas de los poemas atribuidas a Dolly Skeffington.
- «Posfacio», escrito por María Moreno, donde explica los pormenores que la llevaron a escribir el libro y utilizar el nombre e identidad ficticia de Dolly Skeffington.
- «Referencias», donde se indica la bibliografía utilizada para obtener los datos históricos y literarios mencionados en «El prólogo».

### El prólogo
La narradora cuenta que encontró en la Biblioteca Feminista de Madrid, un libro de edición limitada escrito por John Glassco, titulado Los que no fueron, que incluye la biografía y obras inéditas de tres personajes que frecuentaron el llamado «París-Lesbos» en las décadas de 1920 y 1930: la baronesa Elsa von Freytag, Dan Mahoney y Dolly Skeffington. La narración se concentra en esta última. La primera parte del libro está dedicada a reconstruir la vida y el pensamiento de Skeffington y la segunda parte contiene los poemas incluidos por Glassco en su publicación.
En la primera parte la narradora reconstruye la vida de Dolly Skeffington, pseudónimo de Olivia Streethorse, tomando los datos que aporta Glassco, pero contrastándolos y complementándolos con otros datos y testimonios del París de la época. Así resulta que Dolly Skeffington era una estadounidense casada que, cuando estaba recién embarazada se va con su padre a vivir a París en 1922, aunque ella decide vivir sola en la rive gauche, la rivera izquierda del Sena, donde se concentra la vida artísticas, cultural y sexual de una congregación de mujeres artistas, lesbianas, bisexuales y feministas, provenientes de diversas partes del mundo, que se conoce como «París-Lesbos». Durante casi dos décadas Dolly llevará una vida de libertad frente a las convenciones sociales, consumo de alcohol y drogas, y relaciones sexuales con otras mujeres, entre ellas su íntima amiga la baronesa Hilda Doolittle, Natalie Clifford Barney, Aïcha Goblet, y ocasionalmente algún hombre. Será parte del mundo femenino que frecuentaban Djuna Barnes, Gertrude Stein y su esposa Alice B. Toklas, Sylvia Beach, Anaïs Nin, entre muchas otras. 
Interesada por las ideas de Sigmund Freud, Dolly analiza las relaciones entre el psicoanálisis y el arte, además de ser partidaria del autoanálisis, aunque la narradora descubre que es posible que, la paciente atendida por el psicoanalista Sándor Ferenczi bajo las iniciales «O.H.», correspondiera precisamente a Dolly, tomando las iniciales de su nombre legal. Dolly también tenía sus propias ideas sobre sexualidad, cuestionando la versión de Safo que difundía Barney, como una mujer que había rechazado toda relación sexual con hombres. Dolly le contesta a Barney y le propone un principio alternativo: «Perdóname, pero me gustaría conocer un pecado que no fuera al mismo tiempo una renuncia».   
Finalmente Dolly puso su interés en desarrollar un «arte que va de nadie a nadie» y realiza una muestra en el salón de Berthe Weill bajo el título de «Prenome», donde exhibe varias obras transitoras, como «La frase más larga del mundo», compuesta por obreros que aportaban palabras al azar en los bares; una obra llamada «Joylises» referida a la participación femenina en la creación del Ulises de James Joyce y las persecuciones sufridas; otra obra llamada «Mothernisme», que era un mapa de París con los nombres y las direcciones de las mujeres del París-Lesbos. En la muestra, Dolly incluye también varias poesías entre ellas una propia titulada «Gwendolyn Massachusetts».
Llegado a este punto del relato, la narradora cuenta que pocos años antes de escribir el libro, conoce en Mar del Plata a un grupo de lesbianas residentes en Madrid que, en la época del destape español, tenían una disco llamada «No se lo digas a nadie»    y una biblioteca feminista, donde accede al libro de Glassco que la hizo conocer la obra de Dolly Skeffington. Pero además se entera de que el libro fue donado por una mujer que es la nieta de Dolly. Eso lleva a la narradora a realizarle una entrevista a Lily Tate, que le da nuevos datos de su abuela, y sobre todo le cuenta en detalle su amor con Gwendolyn, que duró toda una vida. Lily le cuenta a la narradora, que aparece entonces con su nombre, María, que su abuela no había publicado nunca, ni querido que sus poemas se publicaran nunca, porque era una «performing artist».

### Los poemas de Dolly Skeffington
La segunda parte del libro está presentado como «Los poemas del Dolly Skeffington». En la primera edición del libro, se incluyen veintiocho poemas, mientras que a partir de la segunda edición, se incluyen treinta y seis poemas, correspondientes a tres libros: Gwendolyn Massachusetts, El honor de las damas y Exposición.

### Las notas a los poemas
Adjuntas al poemario el libro tiene un capítulo de «Notas», atribuidas a Dolly Skeffington, que explican y cuentan los contextos de los poemas.

### Posfacio
En la segunda edición se agregó un «Posfacio», una explicación de María Moreno sobre el carácter ficticio del personaje de Dolly Skeffington, inserto en un mundo de artistas e intelectuales lesbianas real. Moreno cuenta que en parte la intención era, por un lado aportar a la apertura democrática argentina la obra de esas mujeres que cuestionaban el patriarcado y la heteronormatividad, y por el otro poner en evidencia las limitaciones de la cultura masculina argentina que no podía distinguir cuáles autoras y artistas citadas en el libro eran reales y cuáles no.

## París-Lesbos
Entre la primera y la segunda Guerra Mundial, durante un período que ha sido conocido como «los años locos», París se caracterizó por convocar a artistas e intelectuales de todo el mundo que promovieron un estilo de vida bohemio y sexualmente permisivo. En ese ambiente germinó la 'París-Lesbos', una comunidad de mujeres feministas y lesbianas, que se amaban y desarrollaron una cultura de la independencia y la amistad femenina, que impactaron fuertemente en la cultura patriarcal y heteronormativa dominante.
Entre las mujeres que vivieron o se mudaron a París en la década de 1920 o principios de los años '30 estaban Dolly Wilde, la princesa Violette Murat, Natalie Clifford Barney, Colette, Gertrude Stein y su compañera Alice Toklas, Radclyffe Hall, Winnaretta Singer, Antoinette Corisande Élisabeth, Isadora Duncan, Edna St. Vincent Millay, Anais Nin, Romaine Brooks, Renée Vivien, Élisabeth de Gramont, Sylvia Beach,  Adrienne Monnier, entre muchas otras. El lesbianismo se había puesto muy de moda en París en la década de 1920, especialmente en la alta sociedad. También las actitudes sociales hacia la sexualidad y el comportamiento humano estaban siendo desafiadas, desde los hallazgos de psicólogos como Sigmund Freud y sexólogos como Havelock Ellis, quien consideraba que lo que él llamaba «inversión» o atracción por el mismo sexo era natural o normal.
En París había salones literarios y clubes de lesbianas y gays en toda la ciudad. El club lésbico más famoso estaba en Montparnasse y se llamaba Le Monocle. Barney dirigía un salón literario en su casa y vivía abiertamente como lesbiana, declamando: «Mi queerness no es un vicio, no es deliberado y no daña a nadie». Muchos mujeres de 'París-Lesbos' fueron parte del movimiento posmodernista.
También Berlín en esos años fue un centro mundial de vida nocturna y liberalización de las costumbres. Pero entre ambas ciudades, París se destacó por el grado que alcanzó el movimiento lésbico y el nivel de visibilidad de las mujeres lesbianas y bisexuales para ser quienes eran. Los años locos fueron interrumpidos por los nazis. Primero Berlín cuando Hitler toma el poder en Alemania y luego París, con la ocupación alemana de Francia. Pero antes de la tragedia, «París-Lesbos fue desafiante y vibrante».

## Antecedentes
Hasta el momento de escribir el libro, María Moreno se había dedicado casi al periodismo, escribiendo en revistas como El Porteño (1982-1993), Fin de Siglo (1987-1988), Babel (1988-1991) y fue directora de Alfonsina, revista pionera del feminismo argentino, que jugó un papel muy importante para establecer la agenda de género en el ciclo democrático abierto en diciembre de 1983. Precisamente en la revista Babel Moreno había escrito una columna titulada «La mujer pública» en la que recorre las obras feministas y lésbicas, desde Safo a Ana Frank, y desde Djuna Barnes hasta Margarethe von Trotta o Niní Marshall. La idea de la columna era responder a un dilema de base: «la paradoja que tienen que afrontar las mujeres [...] es que la feminidad ha sido producida y eternamente reproducida por varones».
Por otra parte, Moreno ya había esbozado la idea del libro en el número 3 de la revista Alfonsina, en 1984 (ocho años antes de publicada la novela/poema), cuando en un pequeño recuadro titulado «la periodista borra», se hace referencia a Dolly Skeffington, a quien se la presenta como una olvidada periodista y poeta estadounidense de dudosa existencia, de quien «algún día contaremos íntegra su verdadera historia».
Otro antecedente fue la publicación de varios poemas de María Moreno en el número 11 de los Cuadernos de Existencia Lesbiana, firmados como Dolly Skeffington y explicando que por 1983, debió tomar una droga llamada «Klosidol», que la dejaba en un estado mental limítrofe en el que escuchaba una voz que le dictaba poemas que parecían ser una traducción de poesía estadounidense. Haciendo un juego de palabras a partir del nombre de la droga, «Klosidol/Klosidoll/Klosidolly», llamó a esa voz «Dolly», y los escribió.

## Autorías, identidades y juego realidad/ficción
La obra juega constantemente con la cuestión de la autoría, tanto del libro, como de los poemas y las referencias biográficas e históricas. 
La primera edición de 1992 fue publicada bajo la autoría de María Moreno, pero aclarando entre paréntesis «(Cristina Forero)». La segunda edición ya fue publicada solo bajo el nombre de «María Moreno». En la realidad, la autora nació bajo el nombre de «María Cristina Forero», utilizando como pseudónimo «María Moreno», con el que es profesionalmente conocida como periodista. El apellido «Moreno» corresponde a su exesposo y a su hijo, y fue parte de su nombre legal mientras estuvo casada: «María Cristina Forero de Moreno».
A su vez los poemas de libro, escritos por María Moreno/Cristina Forero, están atribuidos a un personaje ficticio, la escritora «Dolly Skeffington», el que a su vez es un pseudónimo de «Olivia Streethorse», nombre este que abandona al instalarse en París-Lesbos, a la manera de «un autobautismo privado para la asunción de un nuevo yo», según se explica en la novela (p. 14).
Este entrecruzamiento de identidades falsas y verdaderas, en circunstancias que a veces son falsas y a veces verdaderas, es una constante central de la obra. Arnés dice al respecto, citando a la autora:

El affair... es un texto que se construye sobre apropiaciones y falsas atribuciones: una biografía apócrifa, sobre una autora apócrifa y, por supuesto, poemas apócrifos. Según Moreno: «El affair Skeffington es: [yo] no soy poeta, es otra y está muerta. Yo hago sus poemas pero no sé inglés. Yo soy la ensayista que la construye, pero no soy una ensayista sino una periodista que entrevista a la nieta. Es mi manera de no hacerme cargo, de correrme del lugar.»

La autora se ha referido en diversas circunstancias a este juego y a sus implicancias personales y culturales. «El affair es impune», escribe la autora en el «Posfacio». Por un lado, hasta ese momento, María Moreno era conocida como autora de notas periodísticas que eran en parte «microensayos», razón por la cual «me leían en el espacio periodístico como alguien que no era del espacio, como alguien de afuera».
Por otro lado, en aquella época, la cultura argentina que se estaba generando en el ciclo democrático abierto en diciembre de 1983, sabía poco o nada de las problematizaciones que estaba generando en materia de género e identidades, un pensamiento lesbofeminista invisibilizado -que constituye el núcleo de la biografía de Dolly Skeffington-, mientras dominaba una cultura masculina que alardeaba de su erudición. La novela funciona como un cuestionamiento a esa erudición y esas certezas masculinas, pero el traslado de la autoría permitía eludir «la tutela de expertos que descreen de mi idoneidad», como dice la autora en el «Posfacio». Moreno dice que su inspiración inmediata vino del programa televisivo El monitor argentino, en el que Jorge Dorio y Martín Caparros dedicaron todo un programa al análisis del escritor argentino José Balbastro, sin decir que era un personaje ficticio que nunca había existido.

Esas notas estaban destinadas a encomiar y difundir una riqueza cultural que les resultara imperdonable ignorar a machos intelectuales por demás locuaces en los primeros años de la democracia y habitualmente ávidos de una importación sin barreras.
María Moreno, «Posfacio»

Finalmente juegan las propias inseguridades de la autora como novelista y poeta -sobre todo-, frente a su propia historia literaria como ensayista y periodista, y el estilo frontal no poético por el que era conocida: «Mi autofiguración de periodista socarrona, pendenciera con el patriarcado, me impedía asumir que se me estaba dando por hacer versos».
El juego de autorías e identidades flexibles y el entrecruzamientos entre la realidad y la ficción, se extiende hasta la propia naturaleza inclasificable del género de la obra. La contratapa de la edición de 2022 realizada por Random House da cuenta de esta indefinición en estos términos:

¿Novela? ¿Poemario? ¿Crónica mundana? ¿Investigación periodística? ¿Documental? ¿Biografía? ¿Ensayo académico? ¿Parodia?

La crítica literaria Laura Arnés y el crítico literario Walter Romero, desde distintos enfoques, profundizan la naturaleza inatrapable del texto de María Moreno: 

En este sentido El affair... es una reflexión sobre la identidad y sus límites tanto como un reclamo ético y estético... La carencia de identidades fijas, el trazado de nuevos estados imaginarios, las preocupaciones feministas, el valor del momento en tanto intrascendente, la disolución de un “yo” que pone en escena un “yo” más complejo, la reconstrucción de genealogías minoritarias o disidentes, los excesos del cuerpo y la palabra, la parodia de la literatura “seria”, los desvíos de las citas de autoridad y los cánones y el homenaje a la desorientación son, definitivamente, los elementos que dan cuerpo a este relato.
Laura Arnés

El Affair Skeffington, de María Moreno... Su texto escenificaba ya un acting de asombrosos enmascaramientos... Si de máscaras se trata, no hay nadie mejor en el arte del polianonimato que María Moreno... Skeffington, en su primigenio modo textual, puede ser muchas cosas, pero sobre todo es un deslumbrante artefacto trans.
Walter Romero

## Interpretaciones
Laura Arnés en Ficciones lesbianas la considera una de las tres obras fundantes de la literatura lésbica argentina y le dedica un capítulo. La misma Arnés, en ocasión de su segunda edición en 2014, reflexiona sobre el texto en el marco de la década menemista -que se había abierto tres años antes de su primera edición en 1992-, con su cultura del éxito personal y la fama por un lado, mientras por el otro se generalizaba la marginalidad social y el desprecio a «los perdedores», como un libro sobre las personas fracasadas, las que han quedado marginadas, «las que nunca fueron»:

La intención, entonces, se empeña en despojar a la historia de todos aquellos nombres y órdenes impuestos por el régimen patriarcal y heterosexista y de reinscribir voces y subjetividades dejadas de lado... ¿Qué es, entonces, esta persona?, no podemos evitar preguntarnos. “¿Una artista? señala don Glassco—, por cierto que no. ¿Una puta? Quizás intermitentemente. ¿Una lesbiana? Sí y no. De lo que estoy seguro es de que era una anandrine.” Alguien sin hombre. Un fracaso perfecto. Un sujeto que logró escaparse del orden que la convierte en hija o esposa. Es decir, en mujer. [...] Y es que es un relato muy sabio, imprudente e impúdico. Un texto que ve y dice una de las tantas cosas que el régimen capitalista obtura: si hay algo que la historia feminista o la historia de las sexualidades disidentes tienen que enseñarnos (si es que nuestra historia como latinoamericanxs no nos lo enseñó todavía) es que hay que entender las potencialidades no sólo de las omisiones sino del fracaso: de lxs fracasdxs, problemáticxs, agitadorxs y excéntricxs, de lxs disidentxs e inconformistxs, de lxs desdichadxs y despreciables... En este sentido, hablar de los que nunca fueron permite articular una visión alternativa de la vida, de los afectos y del trabajo... Quizá, sencillamente, como diría Halberstam, este libro sea sobre la victoria que implica fracasar bien y fracasar mucho, y sobre la posibilidad de aprender a fracasar mejor.
Laura Arnés

En 2014, en ocasión de conmemorarse los treinta años de la reconquista de la democracia en Argentina y haber cumplido el período más largo de la historia del país, los investigadores Diego Bentivegna y Mateo Niro reunieron a treinta personalidades con pasión por la lectura, para que eligieran un libro que hubieran considerado significativo del período y realicen un texto ensayístico sobre el mismo. Uno de los elegidos, el escritor y crítico de arte Daniel Molina, eligió El affair Skeffington, al que definió como «uno de los mejores libros de poesía de este medio siglo y, por exceso, una novela excepcional».
Molina, que fue testigo presencial de todo el proceso que llevó a María Moreno a escribir el libro, interpreta El affair Skeffington como una respuesta, una intervención de la escritora, en el debate de ideas que se venía gestando desde la recuperación de la democracia para cuestionar la homofobia y el sexismo existentes, y simultáneamente incorporar las ideas desarrolladas desde miradas travesti, feministas y lésbicas:  

Si bien Dolly se relaciona con todo el París lésbico... se podría decir que Moreno -Skeffington- critica, se apropia e invierte buena parte de la bibliografía teórica que circulaba en los cenáculos intelectuales en los primeros años de la democracia. La narración acude a los espacios del París de los 20, pero la lectura crítica que hace Moreno en la parte narrativa de El affair Skeffington es una politización travesti-femenista de la teoría psicoanalítica y una deconstrucción de la política de izquierda, que no solo era homofóbica y sexista, sino que, por entonces, aun no había incorporado ni las discusiones posestructuralistas ni las críticas posmarxistas. En este libro todo se desmadra: la acción sucede entre antes de 1920 y aproximadamente 1940, pero el debate teórico se arma con los textos aparecidos entre 1970 y 1990.
Daniel Molina

## Ediciones
- 1992: editorial Bajo la luna, Buenos Aires, bajo la autoría de María Moreno (Cristina Forero).
- 2014: editorial Mansalva, Buenos Aires, bajo la autoría de María Moreno (Cristina Forero).
- 2022: editorial Random House, Buenos Aires, bajo la autoría de María Moreno.